# Catetere mount

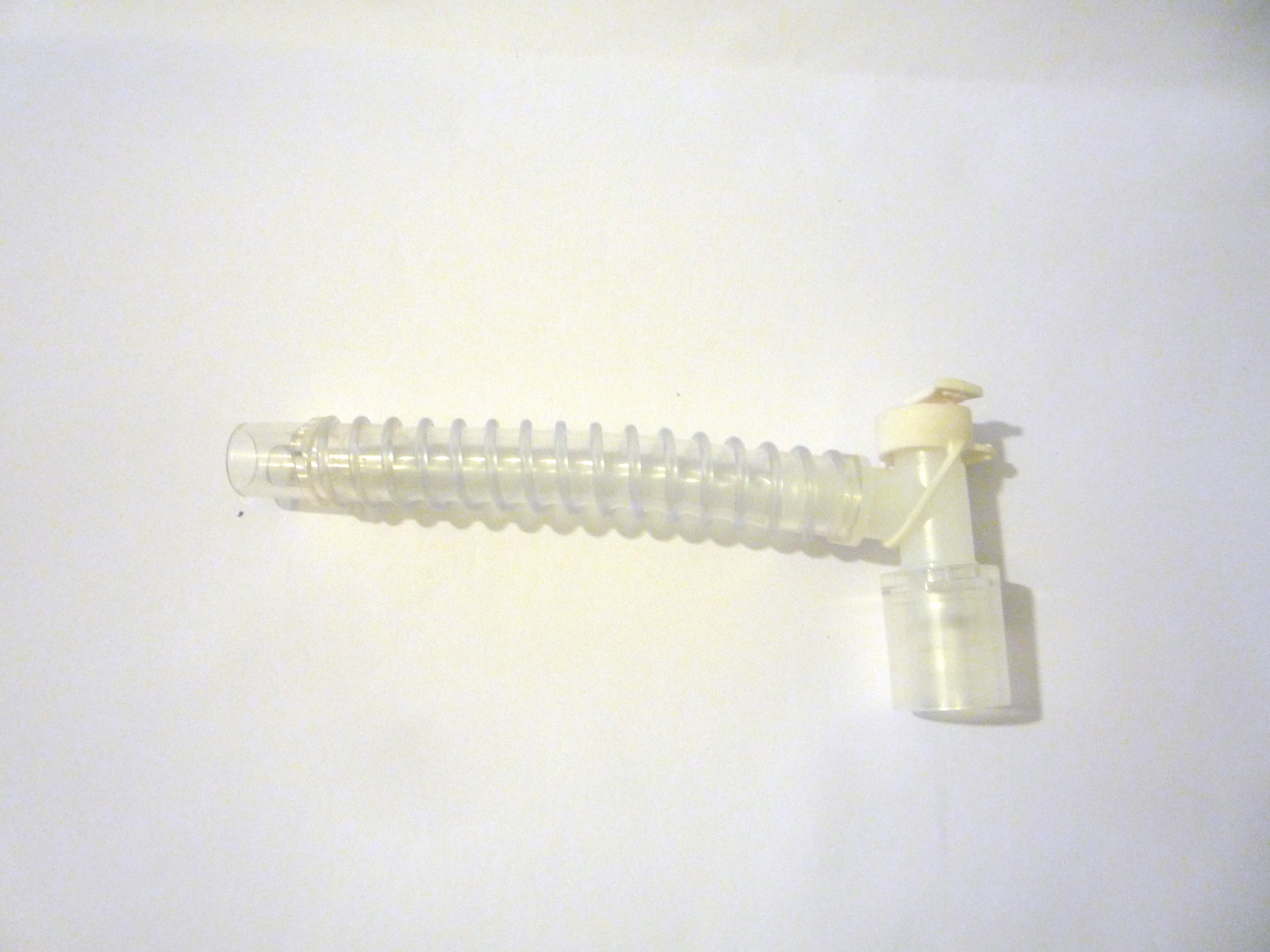
Un catetere mount

Il catetere mount (o anche solo mount) è un tubo corrugato che viene raccordato all'uscita di un tubo endotracheale ai più comuni sistemi di ossigenazione.
Lo scopo del catetere mount è triplice: rende più agevole l'insufflazione di aria, rende possibile la somministrazione di farmaci e permette l'accesso per l'aspirazione in quanto non è necessario rimuovere i sistemi di ossigenazione usufruendo di un sistema di chiusura con tappo.